# Estipouy
Estipouy é uma comuna francesa na região administrativa de Occitânia, no departamento de Gers. Estende-se por uma área de 11,69 km². Em 2010 a comuna tinha 218 habitantes (densidade: 18,6 hab./km²).